# Роди Гарганико
Роди Гарганико (итал. Rodi Garganico) је насеље у Италији у округу Фођа, региону Апулија.
Према процени из 2011. у насељу је живело 3055 становника. Насеље се налази на надморској висини од 62 м.

## Географија
| Клима (Роди Гарганико)     | Клима (Роди Гарганико) | Клима (Роди Гарганико) | Клима (Роди Гарганико) | Клима (Роди Гарганико) | Клима (Роди Гарганико) | Клима (Роди Гарганико) | Клима (Роди Гарганико) | Клима (Роди Гарганико) | Клима (Роди Гарганико) | Клима (Роди Гарганико) | Клима (Роди Гарганико) | Клима (Роди Гарганико) | Клима (Роди Гарганико) |
| Показатељ \ Месец          | .Јан.                  | .Феб.                  | .Мар.                  | .Апр.                  | .Мај.                  | .Јун.                  | .Јул.                  | .Авг.                  | .Сеп.                  | .Окт.                  | .Нов.                  | .Дец.                  | .Год.                  |
| -------------------------- | ---------------------- | ---------------------- | ---------------------- | ---------------------- | ---------------------- | ---------------------- | ---------------------- | ---------------------- | ---------------------- | ---------------------- | ---------------------- | ---------------------- | ---------------------- |
| Средњи максимум, °C (°F)   | 12 (54)                | 13 (55)                | 15 (59)                | 19 (66)                | 24 (75)                | 28 (82)                | 32 (90)                | 31 (88)                | 28 (82)                | 22 (72)                | 17 (63)                | 13 (55)                | 32 (90)                |
| Средњи минимум, °C (°F)    | 3 (37)                 | 3 (37)                 | 5 (41)                 | 7 (45)                 | 11 (52)                | 15 (59)                | 18 (64)                | 18 (64)                | 15 (59)                | 11 (52)                | 7 (45)                 | 4 (39)                 | 3 (37)                 |
| Количина падавина, mm (in) | 42 (16,5)              | 41 (16,1)              | 43 (16,9)              | 36 (14,2)              | 37 (14,6)              | 36 (14,2)              | 26 (10,2)              | 27 (10,6)              | 46 (18,1)              | 53 (20,9)              | 53 (20,9)              | 57 (22,4)              | 497 (195,6)            |
| [ тражи се извор ]         |                        |                        |                        |                        |                        |                        |                        |                        |                        |                        |                        |                        |                        |

## Становништво
| 1931. | 1936. | 1951. | 1961. | 1971. | 1981. | 1991. | 2001. | 2011. |
| ----- | ----- | ----- | ----- | ----- | ----- | ----- | ----- | ----- |
| 5.006 | 5.269 | 5.504 | 4.776 | 3.851 | 3.987 | 3.981 | 3.778 | 3.663 |